# Ledikeni

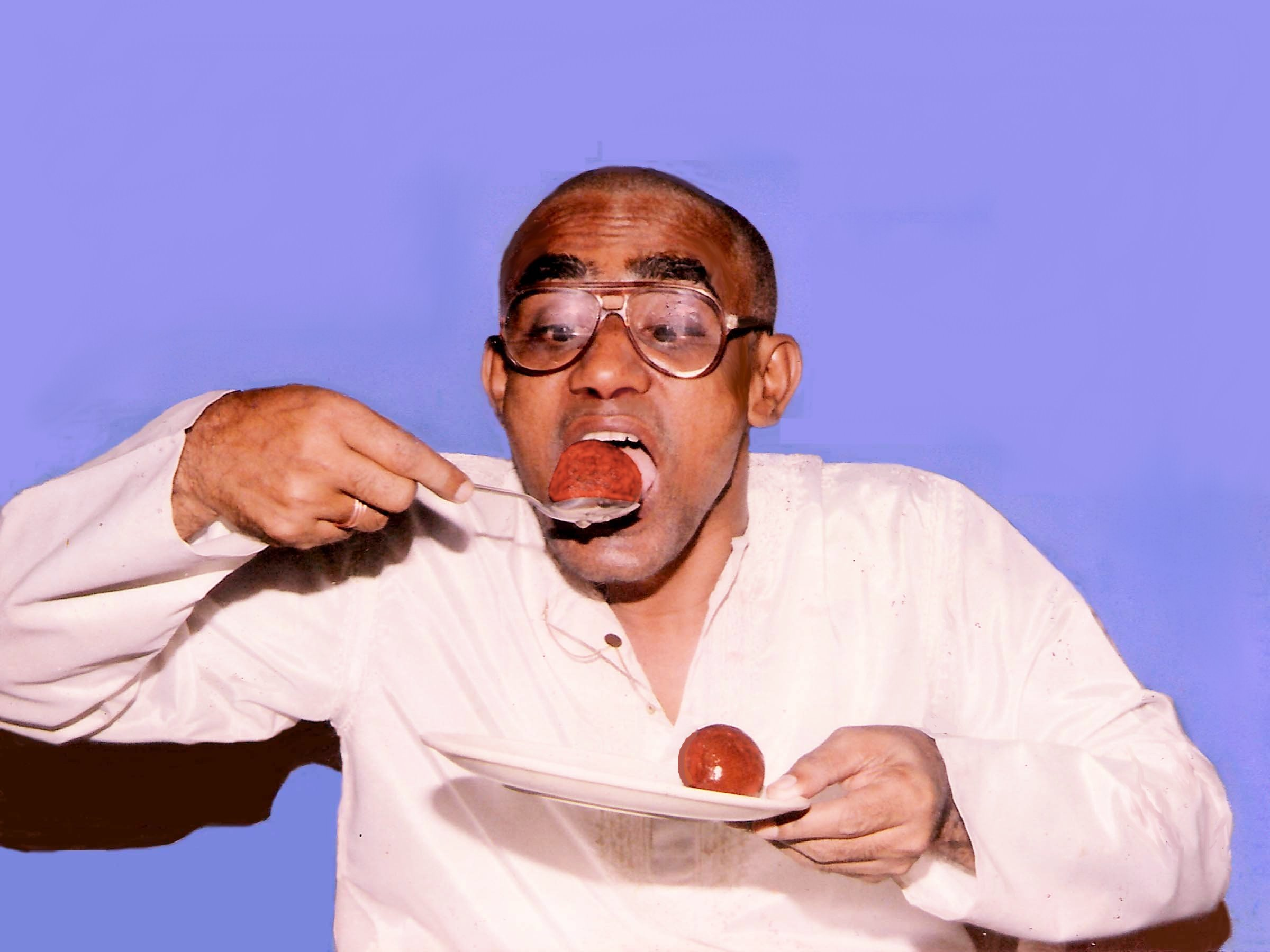
Hombre comiendo ledikeni.

Ledikeni (en bengalí: লেডিকেনি ) o Lady Kenny es un dulce indio popular originado en Bengala Occidental, India y también consumido en Bangladés. Es una bola dulce de color marrón rojizo frita hecha de Chhena y harina, empapada en jarabe de azúcar. Ledikeni lleva el nombre de Lady Canning, la esposa de Charles Canning, gobernador general de la India de 1856 a 1862.

## Historia
El dulce se originó en Calcuta a mediados del siglo XIX. Hay varias leyendas sobre el origen del dulce. Según la leyenda más popular, Bhim Chandra Nag preparó un dulce especial en honor de Lady Canning en algún momento durante su estancia en la India desde 1856 hasta su muerte en 1861. En algunas versiones del cuento, el dulce se preparó para conmemorar su visita a la India en 1856, mientras que en otras versiones se preparó con motivo de su cumpleaños. Algunas variaciones del cuento afirman que se convirtió en su postre favorito, que exigía en cada ocasión. Según otra leyenda, el dulce fue preparado por los pasteleros de Baharampur en 1857, después del motín, para conmemorar la visita de Canning y su esposa.
Lady Canning murió en 1861. Desde entonces, el dulce ha ganado popularidad en Bengala. Ninguna gran fiesta se consideraba completa si no se ofrecía el dulce al invitado. Se dice que el fabricante ganó mucho dinero vendiendo el dulce, aunque algunos han afirmado que su popularidad se debe al nombre más que al sabor. A medida que ganó popularidad, el dulce se conoció como "Lady Canning", que gradualmente se corrompió a "ledikeni".
Un dulce muy similar al moderno pantua y ledikeni, pero hecho de harina de arroz, se menciona en el texto en sánscrito del siglo XII Manasollasa.